# Oblastní rada al-Batúf
Oblastní rada al-Batúf (hebrejsky מועצה אזורית אל-בטוף‎, mo'aca ezorit al-Batuf, arabsky البطوف‎, anglicky Al-Batuf Regional Council) je oblastní rada v Severním distriktu v Izraeli.
Tři členské obce se nacházejí na jižním okraji údolí Bejt Netofa (arabsky al-Batúf) cca 10 kilometrů severně od Nazaretu a 30 kilometrů východně od Haify, čtvrtá (beduínská obec Hamám) leží poblíž břehů Galilejského jezera, 5 kilometrů severozápadně od Tiberiasu. Sídlo úřadů oblastní rady leží ve vesnici Uzejr. Oblastní rada má velké pravomoci zejména v provozování škol, územním plánování a stavebním řízení nebo v ekologických otázkách.

## Dějiny a seznam sídel
Oblastní rada al-Batúf byla založena roku 2001 a nahradila zrušenou oblastní radu Lev ha-Galil. Sdružuje čtyři vesnice osídlené Araby, respektive Beduíny.
- Hamám
- Rumána
- Rumat al-Hejb
- Uzejr

## Demografie
K 31. prosinci 2014 žilo v oblastní radě al-Batúf 7300 obyvatel. Populace byla zcela arabská.
| Rok            | 2006 | 2008 | 2009 | 2010 | 2011 | 2012 | 2013 | 2014 |
| -------------- | ---- | ---- | ---- | ---- | ---- | ---- | ---- | ---- |
| Počet obyvatel | 6400 | 6400 | 6500 | 6700 | 6900 | 7000 | 7100 | 7300 |